# Penama
Penama is een provincie in het noordoosten van Vanuatu. De naam van de provincie is afgeleid van de eerste letters van de belangrijkste eilanden van de provincie, Pentecost,  Ambae en Maewo. Het administratief centrum  Saratamata ligt aan de oostkust van het eiland Ambae. Het grootste eiland met de meeste inwoners is Pentecost.

## Bevolking
In de provincie woonden 30.819 personen in 2009, verdeeld over een totale oppervlakte van 1157 km². De bevolking groeide tussen 2009 en 2013 met waarschijnlijk 1,39% per jaar.
| Name      | Aantal inwoners | Oppervlakte in km2 |
| --------- | --------------- | ------------------ |
| Ambae     | 10.407          | 398                |
| Maewo     | 3.569           | 269                |
| Pentecost | 16.843          | 490                |

(Gegevens volgens een volkstelling uit 2009.)
Malampa · Penama · Sanma · Shefa · Tafea · Torba